# That That
"That That" là một bài hát của nam ca sĩ Hàn Quốc Psy và rapper Hàn Quốc Suga của nhóm nhạc nam BTS cho album phòng thu thứ 8 Psy 9 của Psy. Bài hát được viết lời và sản xuất bởi Psy và Suga. Bài hát được phát trực tuyến trên nền tảng kỹ thuật số vào ngày 29 tháng 4 năm 2022, là đĩa đơn chủ đạo của P Nation. Bài hát đã dành được thành công vang dội, được góp mặt trong nhiều bảng xếp hạng âm nhạc trực tuyến trên toàn thế giới, dù nhận nhiều lời chỉ trích từ các nhà phê bình âm nhạc về việc "sao chép phong cách của chính mình". Đây cũng là bài hát trở thành MV K-pop của năm 2022 đạt 100 triệu lượt xem nhanh nhất trên YouTube, và là bài hát thứ tám của Psy cán mốc 100 triệu lượt xem.

## Bối cảnh và phát hành
Vào ngày 26 tháng 4 năm 2022, "That That" được công bố sẽ là đĩa đơn chính cho album phòng thu thứ tám của Psy, Psy 9th. Bài hát được viết lời và sản xuất bởi Psy và Suga. Phần hòa âm của bài hát do Tony Maserati đảm nhiệm, cùng với Chris Gehringer của Sterling Sound.
Bài hát đã được P Nation phát hành phát trực tuyến trên nền tảng kỹ thuật số vào ngày 29 tháng 4 năm 2022.

## Video âm nhạc
Video âm nhạc "That That" đã được phát hành vaò ngày 29 tháng 4 năm 2022. Bài hát cho thấy cảnh Psy và Suga cùng với một dàn diễn viên đang hát và nhảy trong một thị trấn giữa sa mạc khô hanh. Bài hát được quay trên một bãi biển ở Incheon vào giữa tháng Ba. Theo Psy, thời tiết ở đó khá lạnh và còn có mưa, gây ra một số khó khăn trong quá trình quay phim, vì cát đã trở nên ngấm nước mưa và đã khiến chân của anh cùng nhiều người khác như bị lún xuống. Bài hát đã thu được hơn 30 triệu lượt xem trong vòng 24 giờ sau khi phát hành và 100 triệu lượt xem trong vòng một tuần sau khi phát hành.

## Xếp hạng
| Bảng xếp hạng (2022)                    | Thứ hạng cao nhất |
| --------------------------------------- | ----------------- |
| Australia (ARIA)                        | 49                |
| Canada (Canadian Hot 100)               | 41                |
| Hungary (Single Top 40)                 | 6                 |
| Ấn Độ (Billboard)                       | 13                |
| Indonesia (Billboard)                   | 10                |
| Nhật Bản (Japan Hot 100)                | 14                |
| Japan Combined Singles (Oricon)         | 32                |
| Malaysia (Billboard)                    | 5                 |
| Mexico Ingles Airplay (Billboard)       | 19                |
| Hà Lan (Dutch Global Top 40)            | 2                 |
| New Zealand Hot Singles (RMNZ)          | 7                 |
| Peru (Billboard)                        | 20                |
| Philippines (Billboard)                 | 15                |
| Singapore (RIAS)                        | 6                 |
| Singapore (Billboard)                   | 5                 |
| Hàn Quốc (Gaon)                         | 1                 |
| Hàn Quốc (Billboard)                    | 1                 |
| Thụy Sĩ (Schweizer Hitparade)           | 98                |
| Đài Loan (Billboard)                    | 15                |
| Anh Quốc (OCC)                          | 61                |
| Hoa Kỳ Billboard Hot 100                | 80                |
| US World Digital Song Sales (Billboard) | 1                 |
| Việt Nam (Vietnam Hot 100)              | 1                 |

| Bảng xếp hạng (2022) | Thứ hạng |
| -------------------- | -------- |
| Hàn Quốc (Gaon)      | 1        |